# Le Ritouret
Le Ritouret (en occitan Lo Ritoret) est l'un des principaux quartier de Blagnac.

## Situation géographique
Le quartier est situé à l'ouest de Blagnac et au nord-ouest de l'agglomération toulousaine.

## Aménagement urbain
- Odyssud
- Complexe Sportif Ritouret
- Collège Henri Guillaumet

## Voies de communications et transports

### Transports en commun
- Odyssud - Ritouret

- Place du Relais
  - 70

- Pasteur-Mairie de Blagnac

- Guyenne-Berry

### Axes routiers
- Autoroute A621 : Accès n°3 (Le Ritouret)